# دوري كرة القدم الغربي 1989–90
دوري كرة القدم الغربي 1989–90 (بالإنجليزية: 1989–90 Western Football League)‏ هو موسم من دوري كرة القدم الغربي ‏. فاز فيه نادي تاونتون تاون ‏.